# 紫帶鈍頭魚
紫帶鈍頭魚，為輻鰭魚綱鱸形目隆頭魚亞目隆頭魚科的其中一種，分布於印度太平洋區，從東非至社會群島海域，棲息深度可達6公尺，體長可達20公分，棲息在礁石平台及水淺的潟湖，生活習性不明，可作為觀賞魚。